# Replicazione (statistica)
La replicazione è un'operazione consistente nel determinare più di una volta un valore nel corso di un esperimento o di un'analisi. Le determinazioni successive sono dette «valori replicati» o «replicati».
La replicazione non deve essere confusa con la ripetizione, vocabolo che denota l'esecuzione ripetuta di una rilevazione statistica, utilizzando, sulla stessa popolazione e nelle stesse condizioni, lo stesso metodo. A differenza della ripetizione, infatti, la replicazione denota determinazioni eseguite in differenti luoghi o in tempi definiti nel piano degli esperimenti.